# Dublovice
Dublovice település Csehországban, a Příbrami járásban. Dublovice Svatý Jan, Nalžovice, Křepenice, Sedlčany, Vysoký Chlumec, Příčovy, Hřiměždice és Županovice településekkel határos. Lakosainak száma 1062 fő (2024. január 1.).

## Népesség
A település lakosságának változását az alábbi diagram mutatja:
| Lakosok száma | 1474 | 1687 | 1502 | 1179 | 1045 | 994  | 1087 | 1087 | 1068 | 1062 |
|               | 1869 | 1890 | 1921 | 1950 | 1980 | 2001 | 2017 | 2019 | 2022 | 2024 |